# Pézilla-la-Rivière
Pézilla-la-Rivière (katalanisch: Pesillà de la Ribera) ist eine französische Gemeinde im Département Pyrénées-Orientales in der Region Okzitanien. Die Gemeinde hat eine Fläche von 15,62 km² und hat 4048 Einwohner (Stand: 1. Januar 2022). Pézilla-la-Rivière gehört zum Arrondissement Perpignan und ist Teil des Kantons Le Ribéral. Die Einwohner werden Pézillanais(es) genannt.

## Geographie
Pézilla-la-Rivière  wird im Süden vom Fluss Têt begrenzt und liegt in der Landschaft Ribéral. In das Gemeindegebiet reicht das Weinbaugebiet Côtes du Roussillon-Villages hinein.
Umgeben wird Pézilla-la-Rivière von den Nachbargemeinden Calce im Norden, Villeneuve-la-Rivière im Osten, Le Soler im Südosten, Saint-Féliu-d’Avall im Süden sowie Corneilla-la-Rivière im Westen.

## Bevölkerungsentwicklung
| 1962 | 1968 | 1975 | 1982 | 1990 | 1999 | 2006 | 2017 |
| ---- | ---- | ---- | ---- | ---- | ---- | ---- | ---- |
| 2091 | 2159 | 2058 | 2200 | 2349 | 2754 | 3052 | 3662 |

## Gemeindepartnerschaften
Mit der italienischen Gemeinde Tramonti in der Provinz Salerno (Kampanien) seit 2001 und der nigrischen Gemeinde Say bestehen Partnerschaften.

## Sehenswürdigkeiten
- Kirche Saint-Saturnin
- Tor der früheren Befestigung

## Persönlichkeiten
- Joseph Napoléon Sébastien Sarda Garriga (1808–1877), Kolonialherr (u. a. auf Réunion und in Guyana)